# Goudelancourt-lès-Berrieux
Goudelancourt-lès-Berrieux es una comuna francesa situada en el departamento de Aisne, de la región de Alta Francia.

## Geografía
Está ubicada a 18 km al este de Laon.

## Demografía
| 54 | 64 | 70 | 55 | 65 | 74 | 72 | 53 |
| Para los censos de 1962 a 1999 la población legal corresponde a la población sin duplicidades (Fuente: INSEE [Consultar]) |    |    |    |    |    |    |    |